# Spathoglottis ixioides
Spathoglottis ixioides là một loài thực vật có hoa trong họ Lan. Loài này được (D.Don) Lindl. ex Wall. miêu tả khoa học đầu tiên năm 1831.